# Stanisław Kościelewski
Stanisław Kościelewski, przybrane nazwisko Jan Kwiatkowski, pseud. Sam, Tokarz (ur. 15 maja 1899 w Płońsku, zm. 12 grudnia 1985 w Warszawie) – polski działacz komunistyczny, sekretarz Komitetu Okręgowego Komunistycznej Partii Polski w Krakowie w 1932, podpułkownik aparatu bezpieczeństwa PRL, naczelnik Wydziału do Walki z Bandytyzmem w MBP, zastępca szefa Wojewódzkiego Urzędu Bezpieczeństwa Publicznego w Warszawie, II sekretarz Komitetu Wojewódzkiego Polskiej Partii Robotniczej w Kielcach, główny inspektor Ochotniczej Rezerwy Milicji Obywatelskiej 1946–1951, komendant główny Straży Pożarnych 1952–1956.

## Życiorys
Syn Feliksa, brat Antoniego i Władysława, również działaczy komunistycznych. Skończył jedną klasę szkoły powszechnej, później był m.in. szewcem i robotnikiem kolejowym.
Od jesieni 1918 członek Socjaldemokracji Królestwa Polskiego i Litwy/KPP w Odessie. Latem 1919 wrócił do kraju. Od 1923 członek Związku Młodzieży Komunistycznej (ZMK) i Związku Zawodowego Pracowników Przemysłu Skórzanego (od 1926 prezes płońskiego oddziału Związku), a od 1924 KPP. Działał m.in. w Komitecie Okręgowym (KO) KPP Warszawa-Podmiejska i Ciechanów-Mława. Od 1926 działał również w Niezależnej Partii Chłopskiej. W 1927 został aresztowany i osadzony na Pawiaku, zbiegł z pociągu podczas przewożenia na rozprawę do Płońska.
1927–1928 na polecenie KC KPP przebywał w ZSRR, gdzie był słuchaczem Szkoły Polityczno-Wojskowej w Moskwie. Po powrocie w latach 1928–1931 więziony. VIII – X 1932 sekretarz KO KPP w Krakowie. Od listopada 1932 pracował pod kierunkiem Bolesława Bieruta w KC Międzynarodowej Organizacji Pomocy Rewolucjonistom. Wkrótce osiedlił się w Kijowie, gdzie w 1935–1939 był więźniem łagru. Po zwolnieniu w Nowoczerkasku i Taszkencie.
Od lutego 1944 w Wojsku Polskim w ZSRR, zastępca dowódcy pułku ds. politycznych w 2 brygadzie kawalerii, brał udział w walkach o Warszawę, Puławy i Warkę. Od 22 września 1944 w Głównym Zarządzie Polityczno-Wychowawczym WP, a od października 1944 instruktor KC PPR. 20 listopada 1944 – 23 stycznia 1945 II sekretarz Komitetu Warszawskiego PPR i członek Prezydium Warszawskiej Rady Narodowej. Następnie skierowany na stanowisko II sekretarza KW PPR w Kielcach.
W kwietniu 1945 został zastępcą szefa WUBP w Warszawie, następnie przeniesiony do MBP jako naczelnik wydziału do walki z bandytyzmem. 22 czerwca 1946 został głównym inspektorem ORMO (do 1951). 21 stycznia 1952 – 15 listopada 1956 Główny Komendant Straży Pożarnych. W 1972 opublikował wspomnienia „Urodziłem się w Płońsku...”, za które otrzymał nagrodę ministra obrony narodowej.

## Odznaczenia
Był odznaczony m.in. 
- Orderem Budowniczych Polski Ludowej,
- Orderem Sztandaru Pracy II klasy i
- Orderem Czerwonej Gwiazdy.